# Enrico Paternò Castello di Carcaci
Enrico Giacomo Paternò Castello di Carcaci (Firenze, 24 novembre 1840 – Catania, 29 giugno 1908) è stato un politico italiano.

## Biografia
Figlio terzogenito di Giovanni Maria Domenico, nobile dei duchi di Carcaci, e di Eleonora Guttadauro dei principi di Emmanuel e Reburdone, nacque a Firenze il 24 novembre 1840. Nel 1872 sposò Carmela Spitaleri Grimaldi dei baroni di Muglia, da cui ebbe due figli.
Da assessore del Comune di Catania assieme ai marchesi del Toscano e di Sant'Alfano, i baroni Spitaleri e Zappalà Asmundo, l'ingegnere Bernardo Gentile Cusa, guidò l'elenco di notabili che protestarono «per l'impossibilità a resistere senza aiuti del governo» di fronte alla caduta dei prezzi agricoli, dello zolfo e alla simultanea restrizione del credito.
Divenne sindaco di Catania, carica che ricoprì dal 26 ottobre 1882 al 27 agosto 1883: fra le iniziative volte a fronteggiare l'epidemia colerica istituì quattro commissioni delle quali furono chiamati a farne parte i più illustri professori, medici, farmacisti.
Gli fu concesso con Regie lettere patenti del 21 giugno 1881 il titolo di I Duca Paternò Castello Guttadauro.